# 유읍
양회왕 유읍(梁懷王 劉揖, ? ~ 기원전 169년)은 전한의 황족 · 제후왕이다. 유승(劉勝)이라는 별명이 있다. 문제의 넷째아들로, 시경과 상서를 즐겼으며 다른 아들들보다 사랑받았다.

## 생애
문제 2년(기원전 178년), 문제의 아들들을 왕으로 봉하면서 전년에 폐지된 양나라의 왕으로 부임했다.
문제 11년(기원전 169년) 6월에 낙마로 사망했고, 양나라는 폐지되었다. 양나라 태부 가의는 회남에 대한 방비책으로 양나라를 유읍의 형인 회양왕 유무나 대왕 유참에게 맡겨야 한다고 주장했고, 문제가 이를 받아들여 이듬해에 유무가 대신 봉해졌다. 가의는 유읍의 죽음으로 인해 마음이 상해 항상 곡하다가 몇 년 못 가 죽었다.